# Inkassolagen
Inkassolagen (1974:182) utfärdades den 26 april 1974. Lagen förkortas IkL och innehåller bestämmelser för den som bedriver inkassoverksamhet. Lagen gäller dock inte Kronofogdemyndighetens verksamhet som är reglerad i Utsökningsbalken (UB) (2006:691).

## Tillstånd
Den som bedriver inkassoverksamhet och driver in fordringar för andras räkning eller som har övertagit fordringar från andra ska ha ett tillstånd från Datainspektionen (se under rubriken "externa länkar" för Datainspektionens lista över gällande inkassotillstånd).
Det finns dock undantag från kravet på tillstånd. I koncerner kan ett dotterbolag driva in fordringar åt samtliga bolag i koncernen utan att behöva inkassotillstånd då detta inte räknas som inkassoverksamhet i lagens mening. Advokater eller advokatbyråer behöver inte heller tillstånd. Banker, kreditmarknadsbolag och försäkringsbolag som står under Finansinspektionens tillsyn får också bedriva inkassoverksamhet utan tillstånd från Datainspektionen.

## God inkassosed
Inkassoverksamhet ska bedrivas enligt god inkassosed, 4 § IkL. Vad god inkassosed är framgår dels av 5-11 §§ i IkL, dels av Datainspektionens rekommendationer. Datainspektionen har samlat sina rekommendationer i de allmänna råden ”Tillämpning av inkassolagen”.
Enkelt förklarat innebär god inkassosed att inkassoföretaget inte får utsätta gäldenären för otillbörliga inkassoåtgärder, onödig skada, både ekonomisk och ideell. [källa behövs]

## Tillsyn
Datainspektionen är tillsynsmyndighet för inkassolagen. Myndigheten utfärdar inkassotillstånd och ska granska att inkassoföretag följer god inkassosed.